# Centaurea napifolia
Il fiordaliso romano (Centaurea napifolia L., 1753) è una pianta erbacea annuale angiosperma dicotiledone della famiglia delle Asteraceae (o Compositae).

## Etimologia
Il nome della specie deriva dal latino napus (navone) e folia (foglia) ed indica la somiglianza delle foglie di questa pianta con quelle del navone, pianta appartenente alla famiglia delle Brassicaceae le cui foglie avvolgono il fusto fondendosi con esso.

## Descrizione

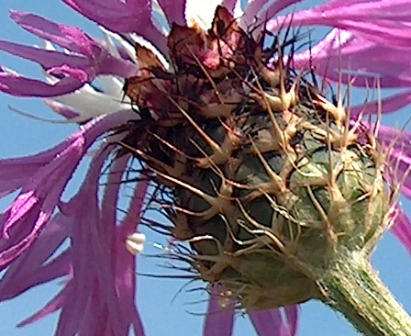
Particolare delle squame.

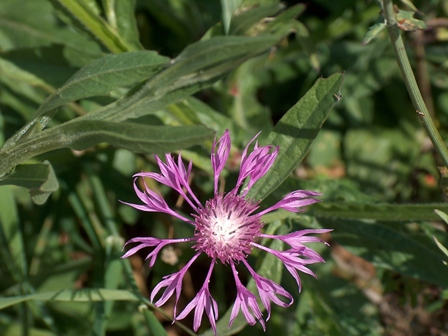
Infiorescenza

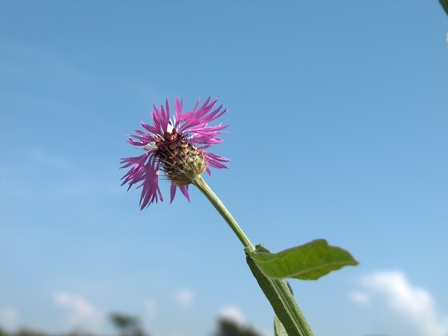
Fusto alato

I fusti della Centaurea napifolia, alti fino a 180 cm, si presentano ramosi e striati, marcatamente alati. Questa caratteristica è data dalle foglie cauline che sono sessili e decorrenti, di forma lanceolata a margine dentato-mucronato.
Le foglie inferiori sono invece lirate, con uno o due segmenti laterali.
I capolini, solitari e di forma ovoidale, hanno un diametro di circa 10 mm. Sono costituiti da squame glabre con appendice callosa bianco-giallognola da cui si diramano a ventaglio 5 o più spine erette, lunghe quanto le squame.
I fiori centrali sono bianchi, quelli esterni roseo-porporini e raggianti. La fioritura avviene da maggio a luglio. Il profumo dei fiori è particolarmente delicato e gradevole.
Formula fiorale: */x K {\displaystyle \infty }, [C (5), A (5)], G 2 (infero), achenio
I frutti sono acheni a ilo ampio, con pappo grande metà dell'achenio.

## Distribuzione
Il suo areale è ristretto ad un ambito geografico sub-mediterraneo, vegeta infatti in campi incolti e sterili di Lazio, Campania, Calabria e nelle isole Sicilia, Sardegna e Corsica. Rilevata sporadicamente in Liguria e Puglia. È dubbia la sua presenza nell'isola di Creta e in Spagna. 
Da alcuni anni in Sicilia si sta assistendo ad un incremento della diffusione di questa specie che, da ruderale, sta divenendo infestante delle colture di cereali vernini. L'invasione dei seminativi di tutta l'Isola comporta ingenti danni sulla redditività del frumento.

## Tassonomia
La famiglia di appartenenza di questa voce (Asteraceae o Compositae, nomen conservandum) probabilmente originaria del Sud America, è la più numerosa del mondo vegetale, comprende oltre 23.000 specie distribuite su 1.535 generi, oppure 22.750 specie e 1.530 generi secondo altre fonti (una delle checklist più aggiornata elenca fino a 1.679 generi). La famiglia attualmente (2021) è divisa in 16 sottofamiglie.
La tribù Cardueae (della sottofamiglia Carduoideae) a sua volta è suddivisa in 12 sottotribù (la sottotribù Centaureinae è una di queste).
Il genere Centaurea elenca oltre 700 specie distribuite in tutto il mondo, delle quali un centinaio sono presenti spontaneamente sul territorio italiano.

### Filogenesi
La classificazione della sottotribù rimane ancora problematica e piena di incertezze. Il genere di questa voce è inserito nel gruppo tassonomico informale Centaurea Group formato dal solo genere Centaurea. La posizione filogenetica di questo gruppo nell'ambito della sottotribù è definita come il "core" della sottotribù; ossia è stato l'ultimo gruppo a divergere intorno ai 10 milioni di anni fa.
È descritta un'unica sottospecie, endemica della penisola balcanica, la C. napifolia subsp. thirkei (Schultz-Bip.) Dostál anche se altrove la stessa è sottospecie della C. napulifera Rochel. Tuttavia, l'attribuzione alla C. napulifera sembra la più consistente, visto che quest'ultima condivide l'areale della sottospecie, assente invece nell'areale della C. napifolia.

## Etnobotanica, farmacognosia e genetica
Centaurea napifolia unitamente alla Centaurea sphaerocephala L. era utilizzata nella Calabria rurale come alimento.
Dalle parti aeree della Centaurea napifolia si estrae il sesquiterpene lactone cnicina, la 4'-acetossicnicina, la melitensina, la deidromelitensina, due esteri noti della deidromelitensina, il lappaolo e un suo isomero, e infine un glucosio 1,2-diacilato. L'interesse per queste sostanze deriva dalla scoperta che alcuni sesquiterpene lactoni estratti da congeneri di C. napifolia hanno mostrato una interessante attività anti-ulcerogenica e protettiva del tratto gastrico.
L'unica sequenza di DNA genomico disponibile per questa specie è rappresentata da 633 nucleotidi del gene ribosomale 5,8S, comprensivi delle sequenze spaziatrici interne 1 e 2. La comparazione di questi dati molecolari con quelli di altre specie di Centaurea con un approccio di massima parsimonia non è stato in grado di svelare la complessità filogenetica del genere.